# HD 200
HD 200 — звезда в созвездии Рыб на расстоянии около 358 световых лет от нас.

## Характеристики
HD 200 — звезда F-класса 8,222 величины, невидимая невооружённым глазом. Впервые в астрономической литературе она упоминается в каталоге Генри Дрейпера, изданном в начале XX века. Она имеет массу, равную 1,14 массы Солнца. Возраст звезды оценивается приблизительно в 4,9 миллиардов лет. Планет в данной системе пока обнаружено не было.